# Líber Seregni
Líber Seregni (Montevideo, 13 de desembre de 1916 — 31 de juliol de 2004) fou un militar i polític uruguaià, integrant de la masoneria, adherent al Partit Colorado, sota el govern del qual va desenvolupar tota la seva reeixida carrera militar, fins a 1968 que passa a retir. El 1971 deixa el Partit Colorado i funda el Front Ampli, sector polític d'esquerra. Actualment, el Front Ampli és el partit polític amb més votants a l'Uruguai. Va rebre el Premi Lenin de la Pau entre el 1980-82.
Va ser amic del cantautor català Joan Manuel Serrat, que el va conèixer després d'haver estat posat en llibertat el 1984 i qui poc després de la seva mort, el 2004, va qualificar a la mateixa com una gran pèrdua no només per a l'Uruguai sinó també per a "tots els quals formen part d'una societat".

## Orígens
El 1937 és arrestat per concórrer a un acte de suport a l'Espanya Republicana, suport que dona indici del compromís amb la política, que es va desenvolupar i va incrementar posteriorment. Des d'aquest primer pas i fins a la seva mort, el general Seregni es va transformar en referent d'una forma de veure el món i el país, assolint el suport d'amplis sectors de la població i, prop del final dels seus dies, el respecte i els elogis dels seus opositors. El 1941 es va casar amb Lilí Lerena, amb qui va tenir dues filles, Bethel i Giselle.

## Trajectòria militar
Inicia els seus estudis el 1933, obtenint el grau d'Alferes tres anys després, el grau de Coronel el 1958 i el grau de General el 1963.
El 1959 va organitzar l'evacuació de Paso de los Toros, ciutat que es trobava amenaçada pel possible col·lapse de la presa de Rincón del Bonete davant les inundacions que s'estaven produint.
La seva carrera militar va ser prolífica, complint activitats dintre i fora del país, entre les quals figuren tasques militars en les ambaixades de l'Uruguai a Mèxic i els Estats Units, i arribant a ser cap de la regió militar Nº 2, amb seu a San José de Mayo, i després de la regió militar N. 1, amb seu a Montevideo. En aquesta funció hagué de reprimir protestes gremials que creixien davant l'escalada repressiva del govern de Jorge Pacheco Areco (Partit Colorado) en un marc de descontentament i protesta social.
Va demanar la seva passada a retir el 1968. El text de la seva sol·licitud de retir, és explícit, no obstant això la qual cosa, l'episodi és sistemàticament i falsament atribuït a discrepàncies amb l'actitud repressiva del Govern de Jorge Pacheco Areco, en la qual ell mateix va participar.
Seregni va renunciar sense estar d'acord amb una operació immobiliària que va consistir en un bescanvi de propietats entre l'església i l'exèrcit, disposada pel ministeri de Defensa. En la seva carta de sol·licitud de passada a retir, elevada al Comandament General de l'exèrcit, Seregni sosté la teoria que el Ministre de Defensa és un càrrec administratiu, sense comandament. Defensa la tesi que el Govern no pot prendre decisions que afectin la vida de l'exèrcit, sense previ consentiment de la Institució. La tesi de l'autonomia militar, és la base de la Doctrina de la Seguretat Nacional, predicada pels Estats Units durant la Guerra Freda, per a assegurar-se la fidelitat dels Exèrcits d'Amèrica Llatina, amb independència dels avatars polítics de la regió, el que va fomentar innombrables cops d'estat i dictadures castrenses al subcontinent.

## Política
Des del moment de la seva passada a retir, va dedicar la seva vida a la política activa. Ja des d'abans es venia perfilant com un possible candidat presidencial del Partit Colorado, com a alternativa a Pacheco (idea promoguda pels senadors Alba Roballo i Zelmar Michelini i altres dirigents polítics).
El 1971, fruit de la concertació de diferents grups, sectors i dirigents afins a l'esquerra, neix el Front Ampli, coalició que uneix a socialistes, comunistes, demòcrates cristians, grups d'ultraesquerra, sectors escindits del Partit Colorado i del Partit Nacional, entre d'altres. Seregni ocupa la presidència del partit fins que el febrer de 1996, desgastada la seva figura en la interna de la seva força política, l'hostilitat dels sectors radicals, encoratjats per les discrepàncies públiques que mantenia amb el candidat de la coalició (l'actual president Tabaré Vázquez), va presentar la seva renúncia al càrrec. Ho va reemplaçar el mateix Vázquez.
Durant les eleccions de 1971 va ser candidat presidencial pel Front Ampli, acompanyat en la fórmula presidencial pel metge Juan José Crottogini Darré.
Per la seva oposició al cop d'estat militar que va comptar amb la complicitat del llavors president Juan María Bordaberry i altres sectors civils i polítics, va ser condemnat a 14 anys de presó i a la pèrdua del seu grau militar, acusat de "sedició i traïció a la pàtria". Durant la seva captivitat es van fer campanyes per la seva llibertat en tot el món, les quals, al costat del seu esperit i vocació democràtica, ho van transformar en una figura política de prestigi i renom internacional. És alliberat el 1984, per la dictadura militar. Va donar suport a la participació del Front Ampli a les negociacions amb la dictadura per tornar a la democràcia (vegeu «Pacte del Club Naval»).
No sempre comprès ni donat suport, va intentar ser unificador i conciliador dintre de la seva força política, integrada per una gamma heterogènia d'organitzacions d'esquerra, com els guerrillers "Tupamaros", el Partit Comunista, el Partit Socialista i la Democràcia Cristiana, i sectors escindits del Partit Colorado i del Partit Nacional. La coalició es va transformar en una alternativa real de govern, a partir del lideratge de Tabaré Vázquez, qui li va imprimir el seu estil personalista i populista i d'un discurs ambigu. El triomf de l'Encontre Progressista-Front Ampli-Nova Majoria es va concretar en les eleccions nacionals de 2004. Seregni no va arribar a veure'l, ja que va morir el 31 de juliol de 2004.